# Pax (mitologia)
Pax és la divinitat que era la personificació de la pau, en la cultura romana. Fou reconeguda oficialment en temps de l'emperador August.

## Mitologia
En relació amb la seva equivalent a la mitologia grega, la deessa Eirene, els romans la van considerar filla de Júpiter i Iustitia, el déu més important del panteó romà i la personificació de la justícia.
El poeta Virgili la va fer aparèixer als seus poemes amb una branqueta d'oliver

## Iconografia
Se la representava amb figura femenina, portant una branqueta d'oliver, una cornucòpia i un ceptre. Va aparèixer per primera vegada en monedes després de la mort de Juli Cèsar.

## Culte
L'emperador August va promoure el seu culte. Per honrar-la, a Roma es feia una festa cada 3 de gener. Malgrat això la Pax estava associada amb la primavera. També era invocada el 30 de març juntament amb Janus i Salus.

## Temples
August i li va dedicar un altar, l'Ara Pacis, que està a la vora de la via Flamínia, a nord de la zona del camp de Mart, inaugurat el 9 de gener de l'any 30. L'any 75, Vespasià li va fer edificar un magnífic temple al fòrum, en commemoració de la pau aconseguida sobre els jueus després de la guerra.